# Deschka

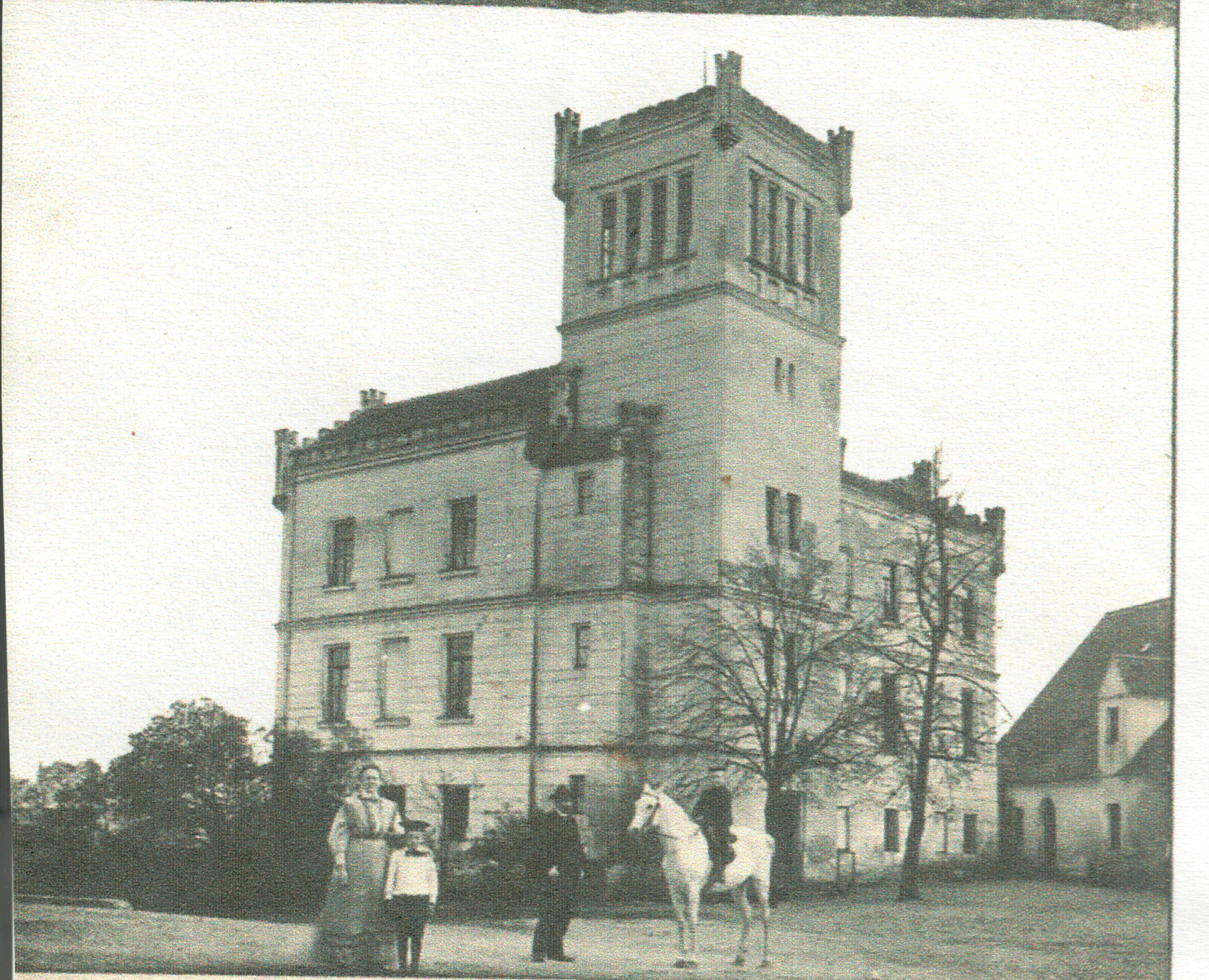
Das Schloß wurde um 1800 gebaut von dem Gutsherren und Ortsschulzen Göldner

Deschka (von 1936 bis 1949 Auenblick; obersorbisch Deško) ist ein Ortsteil der Gemeinde Neißeaue im Landkreis Görlitz in Sachsen. Der Ort gehört dem Verwaltungsverband Weißer Schöps/Neiße an und war bis zum 1. Januar 1999 eine eigenständige Gemeinde. Deschka ist einer der östlichsten Orte Deutschlands und war nach der Eingemeindung von Zentendorf am 1. Juli 1950 bis zu ihrer Auflösung die östlichste Gemeinde der DDR und später der Bundesrepublik Deutschland.

## Lage
Deschka liegt in der Oberlausitz, unmittelbar an der Grenze zu Polen und an der Lausitzer Neiße. Der Ort befindet sich zehn Kilometer südsüdöstlich von Rothenburg und jeweils rund 15 Kilometer Luftlinie östlich von Niesky und nördlich von Görlitz. Umliegende Ortschaften sind Zentendorf im Norden, Stojanów im Nordosten, die Stadt Pieńsk im Osten, Lasów im Süden, Zodel und Groß Krauscha im Südwesten und Kaltwasser im Westen.
Deschka liegt an der Staatsstraße 127, die Ortserschließungsstraße ist als Kreisstraße 8431 klassifiziert. 2007 wurde die im Zweiten Weltkrieg zerstörte Straßenbrücke über die Neiße vereinfacht als Fußgänger- und Radfahrerbrücke aufgebaut. Seit 2020 werden Pläne für eine neue Straßenbrücke nördlich des Ortes konkret. Neben Zentendorf und Zodel ist Deschka eine von nur drei Ortschaften in Deutschland, die östlich des 15. Längengrades liegen.
Nördlich von Deschka verläuft die Bahnstrecke Węgliniec–Roßlau nahe Zentendorf; südöstlich die Bahnstrecke Węgliniec–Görlitz nahe Pieńsk.

## Geschichte
Die Geschichte von Deschka reicht nachweislich weit in die Vorzeit zurück. Laut vorgeschichtlichen Funde, die besonders in den Jahren 1911, 1931 und 1934 auf dem Urnengräberfeld am Hundsberg getätigt wurden, geben Aufschluss darüber, das bereits in der Bronze – und in der frühen Eisenzeit in den Perioden III, IV und V eine Besiedlung bestanden hat. Die Ansiedlung lag vermutlich auch in der jetzigen Lage des Dorfkernes. Es wird angenommen, dass die Bewohner Nordillyrer gewesen sind, wie sie in dem benachbarten Nieder Neundorf nachgewiesen worden, wo neben dem Bestehen einer Siedlung auch das Vorhandensein eines „Illyrischen Burgwalles“ aus dieser Zeit, die man allgemein auch die „Lausitzer Kultur“ nennt, durch Ausgrabungen sich bestätigten.
Von früheren Besiedlungen um 2200 - 800 vor Christi zeugen früheisenzeitliche Gräberfelder, die z. B. auf den Feldern am Hundsberg freigelegt wurden. Der bedeutendste Fund, die „Deschkaer Tänzerin“, ist deutschlandweit bekannt. Diese Urne stellt eine Seltenheit dar, da sie eine bisher nur wenig gefundene Menschenfigur stilisiert aufweist. Eine Zeitlang diente sie als Original zur Herstellung einer täuschend ähnlichen Nachbildung in Gips, die in vielen Exemplaren im Kaisertrutzmuseum Görlitz zum Kauf angeboten wurde. In diesem Museum befinden sich wohl ca. 300 gehobene vorgeschichtliche Funde aus Deschka.
Nach der Früheisenzeit 400 v. d. Z. hören Bodenfunde für die folgenden Jahrhunderte in Deschka gänzlich auf. Es sind hier weder die Skythen noch die Burgunder nachweisbar, wie dies aber in anderen Orten des Landkreises Görlitz der Fall ist.
So scheint Deschka erst wieder in der Slawenzeit, die man allgemein für den Zeitraum von 600 bis 1100 n. d. Z. ansetzt, besiedelt wurden zu sein. Auf die ehemalige slawische Besiedlung deutet die jetzige Dorfanlage in ihrem Kern hin, die einem „typisch slawischen Rundplatzdorf“ entspricht. So dann weist auch der Name „Deschka“ auf die Entstehung des Dorfes zur Slawenzeit hin. Die Schreibweise des Ortsnamens in den späteren deutschen Urkunden weist verschiedenartigsten Formen hin. Man ist der Auffassung das Deschka mit Zentendorf, Zodel, Krauscha, Nieder Bielau und Penzig zu einem „Altslawischen Kerngebiet“ um Penzig gehörte, wo sich auch zur Verteidigung ostwärts der Neiße ein Slawenwall befand. Die Eindeutschung von Deschka wird wie bei den meisten der umliegenden Dörfern um 1150 bis 1250 erfolgt sein. Es ist anzunehmen, dass die aus Franken und Thüringen gekommenen deutschen Bauern die slawische Dorfanlage aus Zweckmäßigkeitsgründen übernommen haben.
1329 gehört Deschka zu den Gütern der Herren von Penzig durch die Verleihung des Nutzungsrecht durch den König von Böhmen und deren Bestätigung im Jahre 1348 durch den Kaiser des HRR Karl der IV. wo erstmals Deschka schriftlich erwähnt wird. Deschka's Anfangszeiten sind eng mit den v. Sor verbunden. Deschka ist lange Zeit im Besitz von Mitgliedern des Geschlechts v. Sor. 1398 begegnet uns der erste aus diesem Geschlechts – T i e z e n v. Sor – bis gegen Mitte des 15. Jahrhunderts sind die v. Sor in Deschka nachzuweisen. (es ist anzunehmen das die v. Sor um 1480 Deschka an Otto v. Czedelicz verkaufte). Es tauchen dann in der Geschichte von Deschka die ersten Namen auf, 1357 Pecz Theskow, in einer Ratsrechnung von 1364 „Rundplatzdorf Teskow“ etwas später das Geschlecht „derer von Sor“ 1398 erscheint Ticze von Sor zu Tesko 1414 Hasse von dem Sor und seine Vettern zu Teskow. In den Hussitenkriegen wird Deschka erwähnt, als der Rat der Stadt Görlitz am 21. September 1427 die Mannschaften und Waffen der Dorfschaften festlegt: Es müssen u. a. stellen – die von Deschkaw 1 Hauptmann: Robroth doselbisten, salb 6 (wahrscheinlich Säbel), 1 flegil, 5 spisse
1483 tritt ein anderes adliges Geschlecht in Deschka als Besitzer auf – Otto v. Czedelicz zu Deschka verkauft eine an der Rodewiese gelegene Wiese an Hans von P e n z i g. Die Herren von Penzig waren drauf bedacht, ihr Wert, die Kapell immer besser zu dotieren. Darum taufte Hans von  P e n z i g der ältere 1483 – Dienstag nach Frauen – Lichtweihe von Otto von  C z e d e l i c z   zu Deschka eine Wiese, an der Rodewiese gelegen und schenkte sie zum Altar der Maria in der Kapelle.
1488 Hans von Penzig kaufte von Otto von Zcedliez  D e s c h k a  und wurde durch den Hauptmann von Görlitz Hans von Metzinrad mit diesem Dorf belehnt. Dieses Rittergeschlecht von Penzig besaß schon mehrere Jahrhunderte die Herrschaft Penzig.
1491/92 – Die große Herrschaft Penzig mit den zugehörigen Gütern wurde in den Jahren 1491 & 1492 für zusammen 11.000 ungarische Gulden von der Sechs Stadt Görlitz angekauft.(Kaufvertrag vom 14. Oktober 1491 mit Hans Penzig und Kaufvertrag vom 30. März 1492 mit Georg, Hans, Luther und Balthasar von Penzig)  Gegenstand dieser Kaufverträge war die Görlitzer Heide mit den dazu gehörigen Dörfern unter anderem Penzig, Deschka, Krauscha, Langenau, Zentendorf, Neuhammer, Bielau Tormersdorf. In dem Kaufbrief heißt es weiter über Deschka: Hanns von Penzig verkauft zu Deschka 7 Gebauern und drei Gärtner und das Vorwerk daselbst, das ich an Eichlern verkauft habe, zwei Güter zu machen. Es ist nicht klar warum 1504  das Vorwerk von Christoph Eichler nochmals von den Brüdern Albrecht, Balzer und Melchior von Pennzig erwarb. Es wäre möglich, dass nach dem Verkauf der Herrschaft Penzig von 1491/92 innerhalb derer von Penzig Erbstreitigkeiten ausgebrochen waren.
Mit dem Kauf durch die Stadt Görlitz ist Deschka für mehr als 400 Jahre eng mit der Geschichte von Görlitz verbunden. Es ist bekannt, dass 1547 in Deschka bereits 11 „besessene Mannen“ (Bauern) lebten. („Historischen Ortsverzeichnis von Sachsen“ – von Karl Heinz Blaschke)
Für das Jahr 1387 ist der Ort als Teskow verzeichnet, im Laufe der Zeit änderte sich der Name über Teschkaw im Jahr 1407 über Desschkaw im Jahr 1427 zu Deschko im Jahr 1449. Im Jahr 1732 lautete die Ortsbezeichnung Deschke und seit 1791 ist der Ort unter dem heutigen Namen bekannt.
Nach dem Wiener Kongress kam Deschka aus der damals sächsischen Oberlausitz zum Königreich Preußen und gehörte dort zum Regierungsbezirk Liegnitz in der Provinz Schlesien. Im folgenden Jahr wurde der Ort dem neu gebildeten Landkreis Görlitz zugeordnet. 1874 schloss sich die Landgemeinde Deschka mit den Landgemeinden Groß Krauscha, Zentendorf und Zodel sowie den entsprechenden Gutsbezirken zum Amtsbezirk Zodel zusammen. Im Jahr 1936 wurde der Ort im Zuge der Germanisierungen im Deutschen Reich in Auenblick umbenannt. 1919 wurde die Provinz Schlesien geteilt und Deschka kam zur Provinz Niederschlesien. Diese wurde 1938 wieder mit Oberschlesien zu einer Provinz Schlesien vereinigt, die wiederum drei Jahre später wieder aufgelöst wurde. Seit dem Ende des Zweiten Weltkrieges und der Festlegung der Oder-Neiße-Grenze liegt Deschka unmittelbar an der Grenze zu Polen.
Deschka erhielt 1936 den Namen A u e n b l i c k. Nach dem 2. Weltkrieg und der neuen Deutschen Oder – Neiße – Grenze, verlor Deschka seine ehemalige wirtschaftliche Verflechtung mit dem Industrieort Penzig. Es war deswegen auch nicht leicht, den Wiederaufbau der Wirtschaft in Deschka voranzutreiben. Am 16. Januar 1947 wechselte die Gemeinde Auenblick auf dem Landkreis Görlitz in den Landkreis Niesky. Die Ortsumbenennung wurde 1949 rückgängig gemacht, seitdem heißt der Ort wieder Deschka. Am 1. Juli 1950 wurde die nördlich gelegene Nachbargemeinde Zentendorf nach Deschka eingemeindet, wodurch Deschka zur östlichsten Gemeinde der DDR wurde. Bei der Kreisreform am 25. Juli 1952 wurde Deschka dem Kreis Görlitz-Land im Bezirk Dresden zugeordnet. Nach der Wiedervereinigung lag die Gemeinde zunächst im Landkreis Görlitz im Freistaat Sachsen. Dieser wurde im Rahmen der Gebietsreform in Sachsen im Jahr 1994 aufgelöst und Deschka wurde dem neu gegründeten Niederschlesischen Oberlausitzkreis zugeordnet. 1996 schloss sich die Gemeinde dem Verwaltungsverband Weißer Schöps/Neiße an.
Am 1. Januar 1999 wurde Deschka in die dreieinhalb Jahre zuvor gebildete Gemeinde Neißeaue eingemeindet, dabei wurde der Ortsteil Zentendorf als eigenständiger Ortsteil von Neißeaue aus Deschka herausgelöst. Seit der Kreisreform von 2008 gehört Deschka zum Landkreis Görlitz.

## Bevölkerung
Im Jahr 1547 lebten in Deschka elf besessene Mann, 1777 waren es zehn besessene Mann, vier Gärtner und drei Häusler. 1825 hatte der Ort insgesamt 138 Einwohner, danach stieg die Einwohnerzahl Deschkas kontinuierlich an, zunächst auf 226 im Jahr 1905, auf 367 im Jahr 1925 und auf 411 im Jahr 1939. Für das Jahr 1946 sind in Deschka 550 Einwohner verzeichnet. Vier Jahre später erhielt Deschka durch die Eingemeindung von Zentendorf nochmals Einwohner hinzu und zählte nun 746 Einwohner, seitdem ist die Zahl wieder rückläufig. Nach der Wende hatte die Gemeinde Deschka 488 Einwohner. 2015 waren für den Ortsteil Deschka 259 Einwohner verzeichnet.

## Kulturdenkmale
Für Deschka sind laut Landesamt für Denkmalpflege Sachsen drei Denkmale ausgewiesen. Diese sind das Wohngebäude eines ehemaligen Vierseithofes aus den 1850er-Jahren, eine historische Bauernscheune sowie ein verkehrsgeschichtlich bedeutsamer Wegestein an der sogenannten „Kahlen Meile“.